# Luigi Ciavardini
Luigi Ciavardini (L'Aquila, 29 settembre 1962) è un ex terrorista italiano, esponente del gruppo eversivo d'ispirazione neofascista Nuclei Armati Rivoluzionari. Dopo la militanza nel Fronte della Gioventù e nel gruppo neofascista Terza Posizione, passò alla lotta armata unendosi ai NAR. Arrestato diverse volte e condannato per molteplici reati tutti legati alla sua attività eversiva.
Nel 2007 Ciavardini, all'epoca dei fatti minorenne, è stato definitivamente ritenuto responsabile (con Valerio Fioravanti e Francesca Mambro) di essere l'esecutore materiale della strage alla stazione di Bologna del 2 agosto 1980 e per questo condannato a 30 anni di reclusione. Durante il periodo della lotta armata era soprannominato Gengis Khan. È sposato con Germana, sorella degli ex militanti di Terza Posizione, Nanni e Marcello De Angelis.

## Biografia
Nato a L'Aquila ma cresciuto a Roma, dove la famiglia si trasferisce per seguire la carriera del padre, maresciallo di polizia, Luigi è il minore di tre figli della famiglia Ciavardini. “Non era una famiglia fascista, la mia... E di fascismo, di destra, di Dc e comunisti, di politica in genere non si discute... nella mia casa di Roma, piazza Mazzini 8, sesto piano, dove vivo la mia gioventù libera e spensierata”.

### La militanza politica
All'inizio del 1978, alla giovane età di 16 anni, comincia a frequentare la sezione del Movimento Sociale Italiano e, sempre in quell'anno, arriva il primo arresto e una condanna a due anni di reclusione per una rapina: "Ci sono finito (in carcere, ndr) per quella maledetta mania di armarsi...A casa di un rappresentante di gioielli portammo via due pistole".
Aderisce poi a Lotta studentesca, prodromo di Terza Posizione in cui entrerà poi e stringerà amicizia con Nanni De Angelis e Giorgio Vale. Soprattutto con quest'ultimo, Ciavardini, partecipa a diverse rapine di finanziamento ad alcuni istituti bancari e ad azioni dimostrative come il lancio di una bomba incendiaria contro la casa di un vigile urbano.

### La lotta armata con i NAR
All'inizio del 1980, Ciavardini entra in contatto con i Nuclei Armati Rivoluzionari, evento che segna l'avvio del suo percorso nell'eversione:
(Luigi Ciavardini da Tutta un'altra strage di Riccardo Bocca)
Il 6 febbraio 1980, partecipa di copertura all'agguato ai danni della pattuglia di polizia in servizio di vigilanza davanti all'ambasciata del Libano, a Roma con lo scopo di disarmarli ed impadronirsi di un mitra M12. Come poi rivelerà in seguito al suo pentimento, Cristiano Fioravanti, al sostituto procuratore di Roma, il 13 aprile 1981: «La mattina dell'omicidio Arnesano, Valerio, mi disse che un poliziotto gli avrebbe dato un mitra; io, incredulo, chiesi a che prezzo ed egli mi rispose: "Gratuitamente"; fece un sorriso ed io capii». Nell'agguato rimase però ucciso l'agente di pubblica sicurezza Maurizio Arnesano (allora diciannovenne), colpito a morte da Valerio Fioravanti.
Il 28 maggio 1980 partecipa all'attentato davanti al liceo romano Giulio Cesare in cui viene ucciso l'appuntato di polizia Francesco Evangelista (detto "Serpico") e ferito il suo collega Giuseppe Manfreda.
(Luigi Ciavardini da Tutta un'altra strage di Riccardo Bocca)
L'appuntato Francesco Evangelista era dipendente e amico dell'allora responsabile del Commissariato di Via Acherusio Mauro Ciavardini, fratello di Luigi, che fu profondamente colpito dall'accaduto e entrò in una profonda crisi che durò parecchio tempo.
Nonostante la giovane età e grazie alla sua risolutezza e all'audacia, l'importanza di Ciavardini in seno alla banda cresce rapidamente, dimostrandosi un eccellente elemento operativo.
Il 23 giugno 1980, Ciavardini e Gilberto Cavallini, uccidono il sostituto procuratore Mario Amato che da circa due anni conduceva le principali inchieste sui movimenti eversivi di destra. Mentre attende l'autobus per recarsi al lavoro, alla fermata di Viale Jonio, i due terroristi arrivano nei pressi dell'abitazione del magistrato: Cavallini si avvicina poi alla fermata dell'autobus, mentre Ciavardini resta in sella alla moto, pronto alla fuga. A quel punto il negro gli si avvicina alle spalle e lo fredda con un colpo di pistola alla nuca, per poi dileguarsi in sella ad una moto guidata dal complice.
La mattina del 2 agosto 1980, nella sala d'aspetto della stazione di Bologna Centrale, una bomba esplode uccidendo ottantacinque persone e ferendone oltre duecento. Le indagini puntarono sin dall'inizio verso gli ambienti dell'eversione nera, ipotizzando una possibile matrice terroristica per la strage di Bologna. In questo senso, il 23 settembre successivo, la Procura della Repubblica di Bologna emise una serie di ordini di cattura nei confronti di militanti di gruppi di estrema destra, tra cui alcuni esponenti di Terza Posizione.
Ormai latitante, dopo l'omicidio Arnesano, il 3 ottobre 1980, Ciavardini venne quindi arrestato a Roma (nei pressi di piazza Barberini), assieme a Nanni De Angelis. Durante la notte del 5 ottobre, pare che De Angelis (scambiato per Ciavardini) sia stato malmenato da alcuni agenti e, per le lesioni interne dovute alle ripetute percosse, morì in carcere. Le circostanze del suo decesso non vennero mai chiarite fino in fondo. La versione ufficiale degli agenti, al contrario di quella della famiglia De Angelis, parlerà di morte per suicidio: con un lenzuolo legato ad un termosifone, De Angelis si sarebbe infatti impiccato nella sua cella d'isolamento di Rebibbia.
Ciavardini, invece, fu poi liberato nel 1985, per decorrenza dei termini visto che le sentenze di primo grado non erano ancora arrivate.

### Altri arresti e condanne
Verso la fine degli anni ottanta, Ciavardini smette, quasi totalmente, di vestire i panni dell'eversore neofascista.
Il 2 luglio 1989 viene nuovamente arrestato e condannato con processo per direttissima a 12 anni per una rapina miliardaria insieme ad un altro complice, in un laboratorio orafo di Piazza Sacro Cuore, a Pescara, il 7 luglio del 1980.. Nel 1991, però, si scoprirà che a compiere la rapina non fu Ciavardini ma l'anarchico Horst Fantazzini. Annullata la condanna di primo grado, venne quindi rimesso in libertà.
Il 22 novembre 1991 arriva, però, la condanna per l'omicidio del giudice Mario Amato del 23 giugno 1980. Finirà di scontare la sua pena nell'agosto del 2000.
Il 10 ottobre 2006 viene arrestato ancora una volta a Roma perché ritenuto responsabile di aver partecipato ad una rapina, il 15 settembre 2005, ai danni di un'agenzia della banca Unicredit, in via Duccio Galimberti a Roma dove, tre uomini con i volti coperti e armati, fecero irruzione disarmando la guardia giurata e portarono via circa 15 000 euro. Per questo delitto, il 20 febbraio 2007, venne quindi condannato in primo grado, a 7 anni e 4 mesi di reclusione. Accuse che caddero poi in appello, il 4 febbraio 2008, quando il presidente della II corte Giuseppe Pititto lo assolse per non aver commesso il fatto.

### La strage di Bologna
Nella vicenda giudiziaria legata alla strage alla stazione di Bologna del 2 agosto 1980, la posizione di Ciavardini venne stralciata, in quanto minore all'epoca dei fatti.
Mentre Francesca Mambro e Valerio Fioravanti vennero condannati definitivamente all'ergastolo, il 23 novembre 1995, quali esecutori materiali della strage, il suo coinvolgimento avvenne tramite le testimonianze di Angelo Izzo, arrestato nel 1975 per il Massacro del Circeo e della militante neofascista Raffaella Furiozzi, catturata il 24 marzo 1985 dopo un conflitto a fuoco, durante il quale perse la vita il suo ragazzo Diego Macciò. La ragazza testimoniò che il fidanzato, prima di morire, le aveva confidato che a deporre materialmente la bomba a Bologna erano stati due militanti di Terza Posizione: Nanni De Angelis e Massimiliano Taddeini, con l'appoggio di Valerio Fioravanti e Francesca Mambro. Izzo aggiunse poi che se c'erano De Angelis e Taddeini, doveva per forza esserci anche Luigi Ciavardini, legatissimo agli altri due.
Mentre De Angelis (morto nel 1980) e Taddeini vennero ben presto prosciolti da un alibi di ferro, visto che proprio quel giorno (il 2 agosto 1980) i due si trovavano a Terni per disputare la prima finale nazionale di football americano, ripresi dalle telecamere Rai e alla presenza di circa 2.000 spettatori presenti sugli spalti, Ciavardini, da parte sua, testimoniò che quel giorno era con Valerio Fioravanti e Francesca Mambro a Padova e non a Bologna.
(Luigi Ciavardini da Tutta un'altra strage di Riccardo Bocca)
Il 30 gennaio 2000 il tribunale dei minori (nel 1980 Ciavardini era minorenne) lo assolve dal reato di strage, sentenza ribaltata però il 9 marzo del 2002 dalla sezione minori della Corte d'Appello di Bologna che lo condanna a 30 anni di reclusione come esecutore materiale dell'attentato.
Il 17 dicembre 2003 la prima sezione penale della Corte di Cassazione annulla la sentenza di condanna ma, il 13 dicembre 2004 la sezione minori della Corte d'Appello di Bologna, rigetta l'annullamento confermando la pena.
L'11 aprile 2007 la seconda sezione penale della Suprema Corte accoglie la richiesta della Cassazione e dichiara inammissibile il ricorso dell'imputato, confermando la sentenza della sezione minori della Corte d'appello di Bologna e la relativa condanna a 30 anni di reclusione per la strage di Bologna. Nel contempo, però, il tribunale annulla gli altri due capi di imputazione: concorso nella collocazione dell'ordigno esplosivo e lesioni.
Con questa sentenza si chiude il suo percorso giudiziario, con un cumulo totale di condanne pari a 44 di reclusione da scontare, con possibilità di ottenere la libertà condizionale dopo 26.
Nel 2007, in collaborazione con il giornalista Gianluca Semprini, Ciavardini ha pubblicato il libro dal titolo: La Strage di Bologna e il terrorista sconosciuto. Luigi Ciavardini in cui dichiara la sua innocenza riguardo ai fatti e ricostruendo, dal suo punto di vista, gli errori giudiziari legati al suo coinvolgimento nella strage di Bologna.

### Il ritorno in libertà
Il 23 marzo del 2009 Ciavardini ha ottenuto la semilibertà.
L’anno seguente viene assunto da Claudio Barbaro all’ASI (Associazioni sportive sociali italiane) come archivista e centralinista. Fonda poi l’associazione “Gruppo Idee” che si occupa del reinserimento dei detenuti e che è presieduta dalla moglie Germana De Angelis, sorella di Marcello De Angelis, già militante di Terza Posizione e poi senatore di Alleanza Nazionale, nel 2023 chiamato da Francesco Rocca a fare da responsabile della comunicazione istituzionale della Regione Lazio.
Il 9 aprile 2024 viene condannato in primo grado dal tribunale di Bologna a 3 anni e 7 mesi di carcere, per falsa testimonianza inerente le sue deposizioni del 2020 durante il processo di nei confronti di Gilberto Cavallini.

### Le condanne definitive
- 13 anni di reclusione per l'omicidio di Francesco Evangelista
- 10 anni di reclusione per l'omicidio del giudice Mario Amato
- 30 anni di reclusione per la strage di Bologna

Per le prime due condanne la somma dei 23 anni totali venne poi ridotta a 18 per ritenuta sussistenza del vincolo della continuazione ex art. 81 c.p. (e quindi della medesimezza del disegno criminoso), più altri 4 anni condonati (2 per buona condotta e 2 per il condono del 1990).